# Orange City (Florida)
Orange City è una città degli Stati Uniti d'America, situata in Florida, nella Contea di Volusia.